# Hobby
At have en hobby vil sige at man laver noget i sin fritid, som man interesserer sig for. 
Det kan f.eks. være:
- Samlinger : Brevpapir, frimærker (filateli), glansbilleder, klistermærker, mønter (numismatik), pins, postkort (deltiologi), receptkuverter, telekort, servietter, kuglepenne, øletiketter, modeltog.
- Skabende : Havedyrkning, håndarbejde, kunsthåndværk, maleri, foto, sang, tegning, musik, modelbygning, scrapbooking.
- Underholdning : Spil, geocaching, læsning af bøger eller tegneserier og videospil.

| Kultur | Spire Denne artikel om kultur er en spire som bør udbygges. Du er velkommen til at hjælpe Wikipedia ved at udvide den. |